# Rob Thomas
Robert Kelly "Rob" Thomas, nascut el 14 de febrer de 1972 en una base militar de Landstuhl, Alemanya, és un cantant i compositor estatunidenc de pop-rock i cantant principal del grup Matchbox Twenty, conegut anteriorment amb el nom de Tabitha's Secret. Rob Thomas també és conegut gràcies a la seva col·laboració com a compositor i cantant amb Carlos Santana del tema "Smooth", del disc Supernatural, el 1999.
Va créixer a Florida. Casat amb Marisol Maldonado des del 1999, té un fill, Maison Avery d'una relació anterior. Fa 1,75 metres.